# Cantone di Castelnaudary-Nord
Il Cantone di Castelnaudary-Nord era una divisione amministrativa dell'arrondissement di Carcassonne.
A seguito della riforma approvata con decreto del 21 febbraio 2014, che ha avuto attuazione dopo le elezioni dipartimentali del 2015, è stato soppresso.

## Composizione
Comprendeva parte della città di Castelnaudary e i comuni di:
- Airoux
- Les Brunels
- Carlipa
- Les Cassés
- Cenne-Monestiés
- Issel
- Labécède-Lauragais
- Peyrens
- La Pomarède
- Montmaur
- Puginier
- Saint-Papoul
- Saint-Paulet
- Souilhanels
- Souilhe
- Soupex
- Tréville
- Verdun-en-Lauragais
- Villemagne
- Villespy